# 417P/NEOWISE
417P/NEOWISE è una cometa periodica appartenente alla famiglia delle comete gioviane. La cometa è stata scoperta il 15 maggio 2015 , la sua riscoperta il 17 gennaio 2021 ha permesso di numerarla . Unica sua particolarità è di avere una piccola MOID col pianeta Giove: il 30 novembre 2107 i due corpi celesti passeranno a sole 0,211 UA di distanza.